# Hotephirnebty
Hetephernebti (anche Hotephirnebty) (fl. XXVII secolo a.C.) è stata una regina della terza dinastia dell'Antico Regno dell'Antico Egitto, ed è nota solo come moglie del Faraone Djoser..
| nbty | Htp · Hr |

| nbty | Htp · Hr |

I nomi di Hetephernebti e di Inetkaes, sua figlia avuta da Djoser, sono iscritti su una stele trovata nei pressi del complesso di piramidi di Djoser a Saqqara, e su un rilievo a Eliopoli che mostra Djoser accompagnata dalle due.
Tra i suoi titoli troviamo colei che vede Horus (m33.t-ḥrw-) e grande di scettro (wr.t-ht=s), entrambi comuni per regine importanti in questo periodo, oltre che a "Figlia del Re", il che indica che potrebbe essere una figlia di Khasekhemui e Nimaathap, e quindi sorella o sorellastra del marito Djoser 

## Curiosità
- Hetephernebti appare nel libro Il mago del Nilo: Imhotep e la prima piramide, ed è nominata anche Serena.